# Caubous (Hautes-Pyrénées)
Caubous ist eine französische Gemeinde mit 30 Einwohnern (Stand 1. Januar 2022) im Département Hautes-Pyrénées in der Region Okzitanien (vor 2016: Midi-Pyrénées). Sie gehört zum Arrondissement Tarbes und zum Kanton Les Coteaux. Die Einwohner werden Caubousois und Caubousoises genannt.

## Geographie
Caubous liegt circa 33 Kilometer östlich von Tarbes in der historischen Provinz Quatre-Vallées am östlichen Rand des Départements.
Umgeben wird Caubous von den sechs Nachbargemeinden:
| Vieuzos  | Cizos                                       |                 |
| Sabarros | Kompassrose, die auf Nachbargemeinden zeigt | Monléon-Magnoac |
| Recurt   | Laran                                       |                 |

## Einwohnerentwicklung

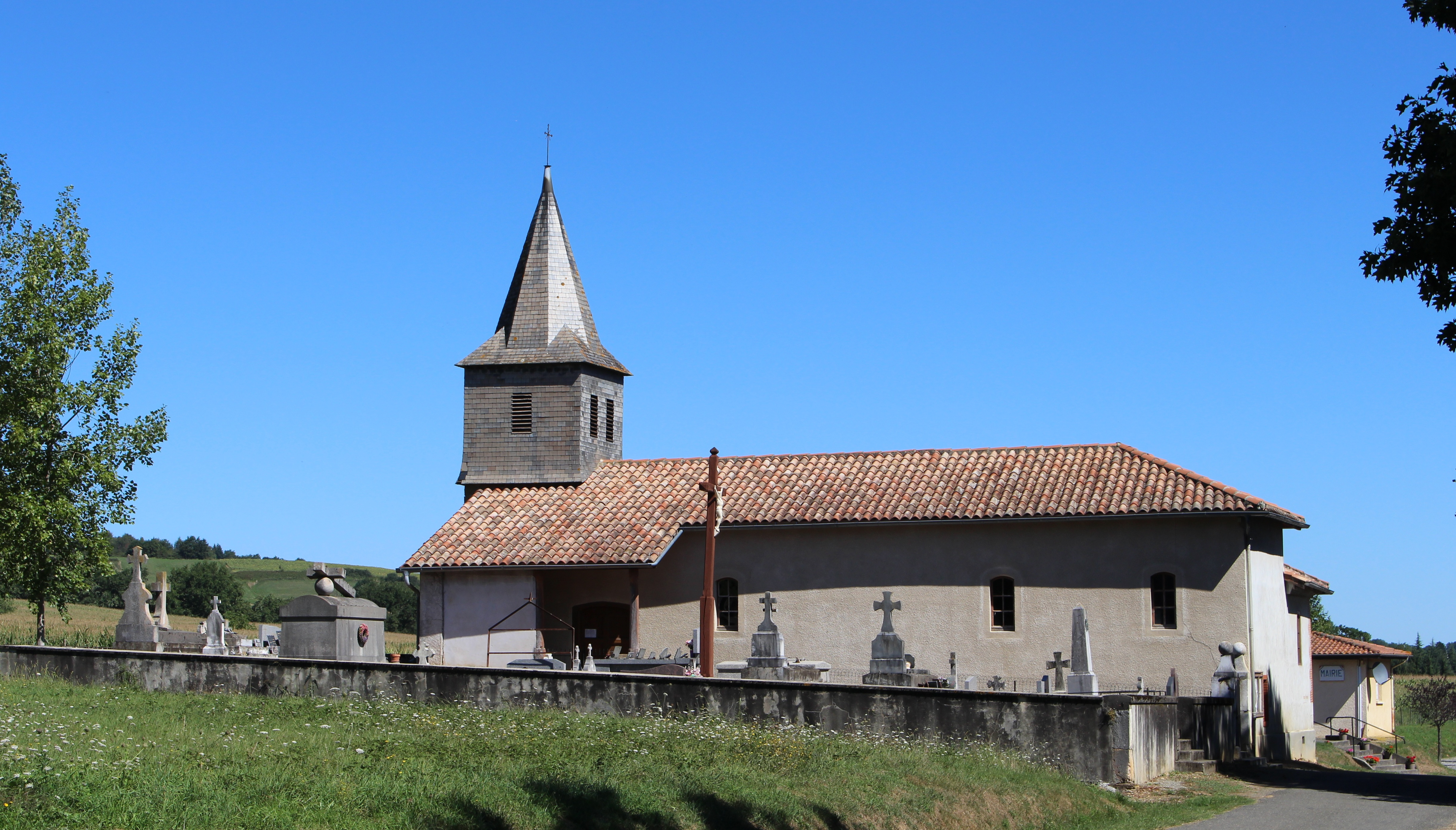
Pfarrkirche Saint-François-d’Assise

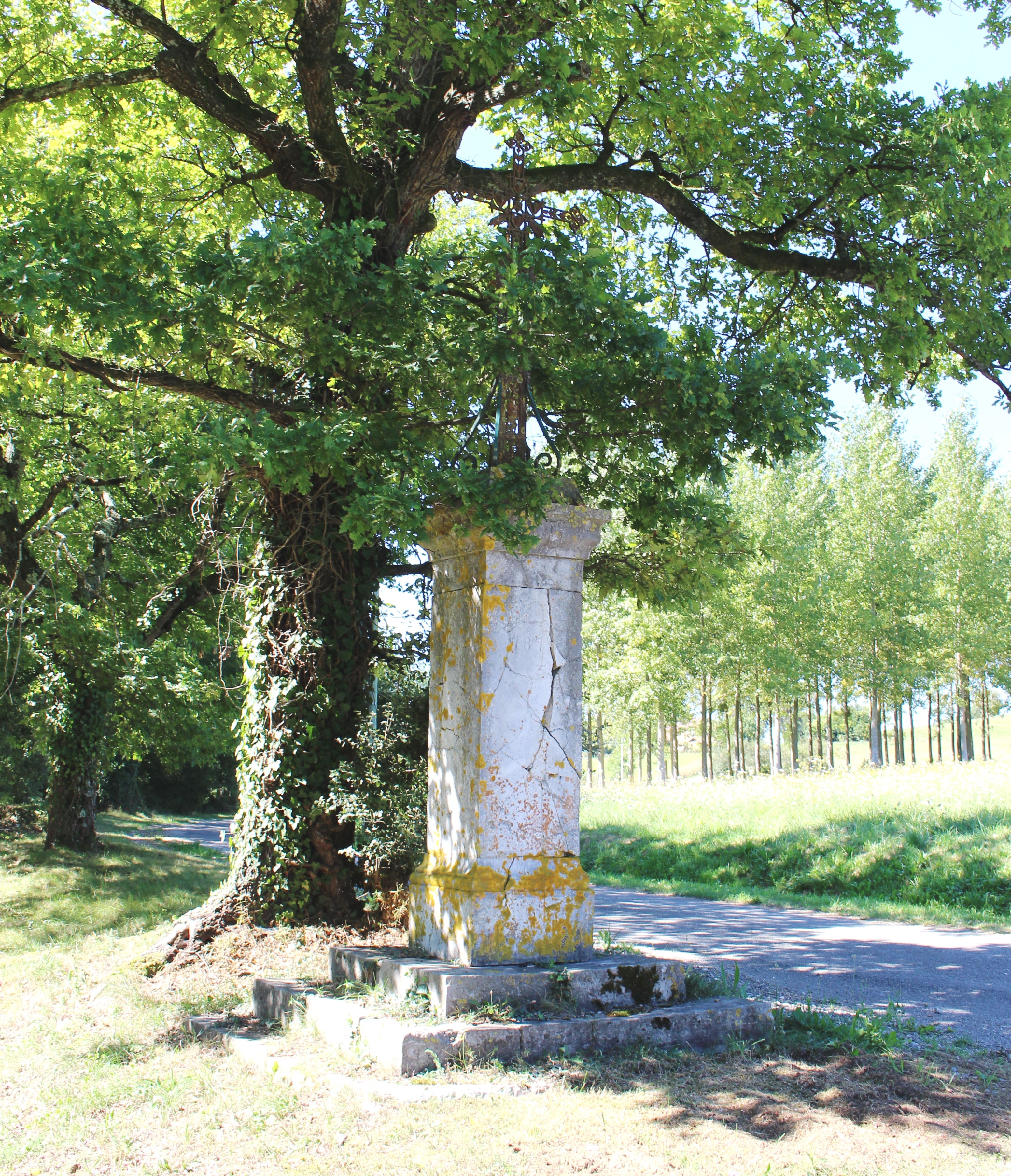
Wegkreuz

Nach Beginn der Aufzeichnungen stieg die Einwohnerzahl bis zur Mitte des 19. Jahrhunderts auf einen Höchststand von 230. In der Folgezeit sank die Größe der Gemeinde bei kurzen Erholungsphasen bis zur ersten Dekade des 21. Jahrhunderts auf einen Tiefststand von rund 35 Einwohnern, bevor sie leicht anstieg und sich seitdem auf einem Niveau von etwas mehr als 40 Einwohnern stabilisierte.
| Jahr      | 1962 | 1968 | 1975 | 1982 | 1990 | 1999 | 2006 | 2011 | 2022 |
| --------- | ---- | ---- | ---- | ---- | ---- | ---- | ---- | ---- | ---- |
| Einwohner | 91   | 71   | 64   | 46   | 40   | 38   | 36   | 41   | 30   |

## Sehenswürdigkeiten
- Pfarrkirche Saint-François-d’Assise

## Wirtschaft und Infrastruktur
Caubous liegt in den Zonen AOC der Schweinerasse Porc noir de Bigorre und des Schinkens Jambon noir de Bigorre.

### Verkehr
Caubous wird von den Routes départementales 28 und 137 durchquert.